# Jardin Monique-Wittig
Le jardin Monique Wittig est un espace vert du 14e arrondissement de Paris, en France.

## Situation et accès
Le jardin est accessible par le boulevard Brune.
Il est desservi par la ligne 13 du métro de Paris à la station Porte de Vanves, ainsi que la station de tramway « Porte de Vanves » de la ligne 3a du tramway d'Île-de-France.

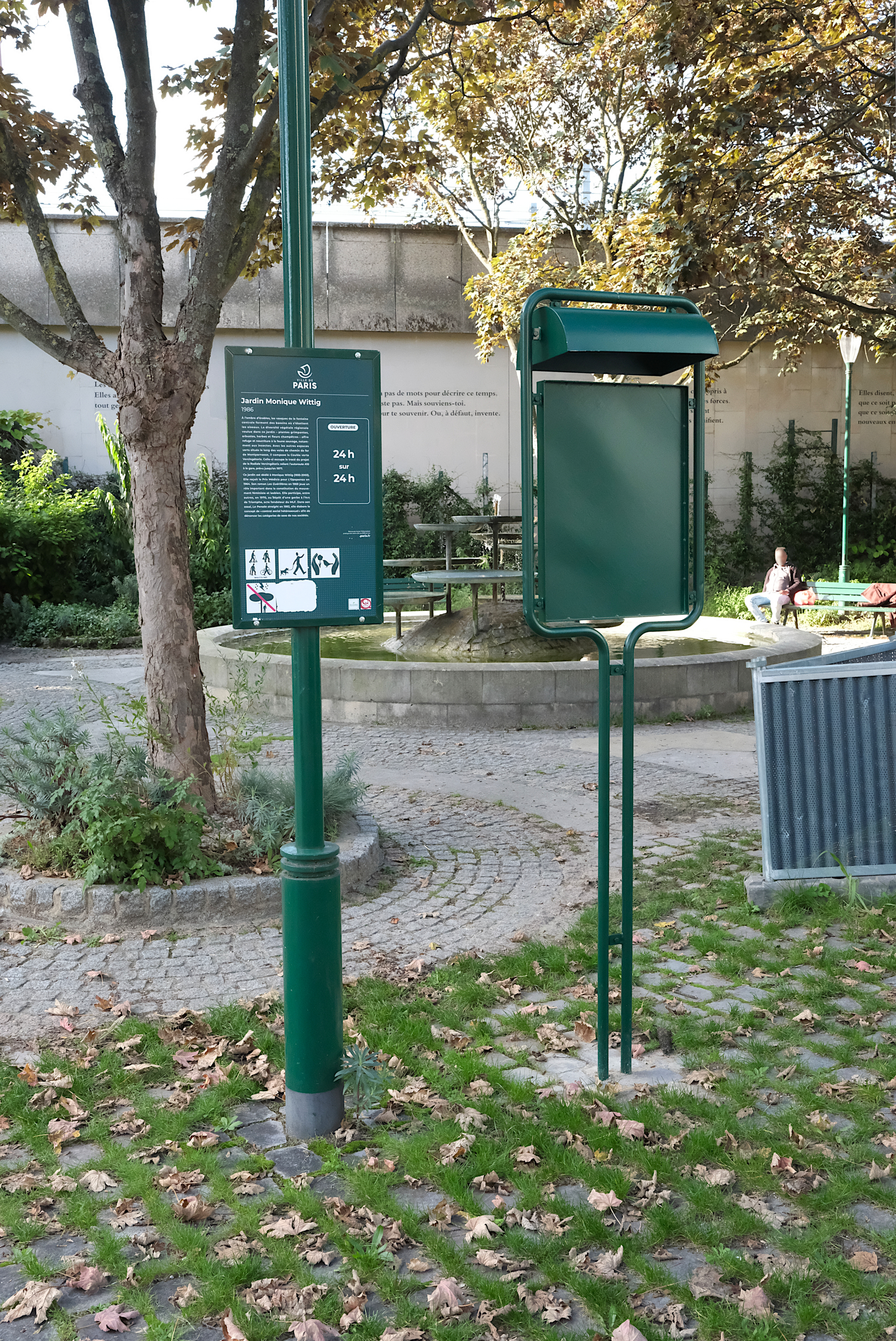
Jardin Monique-Wittig.
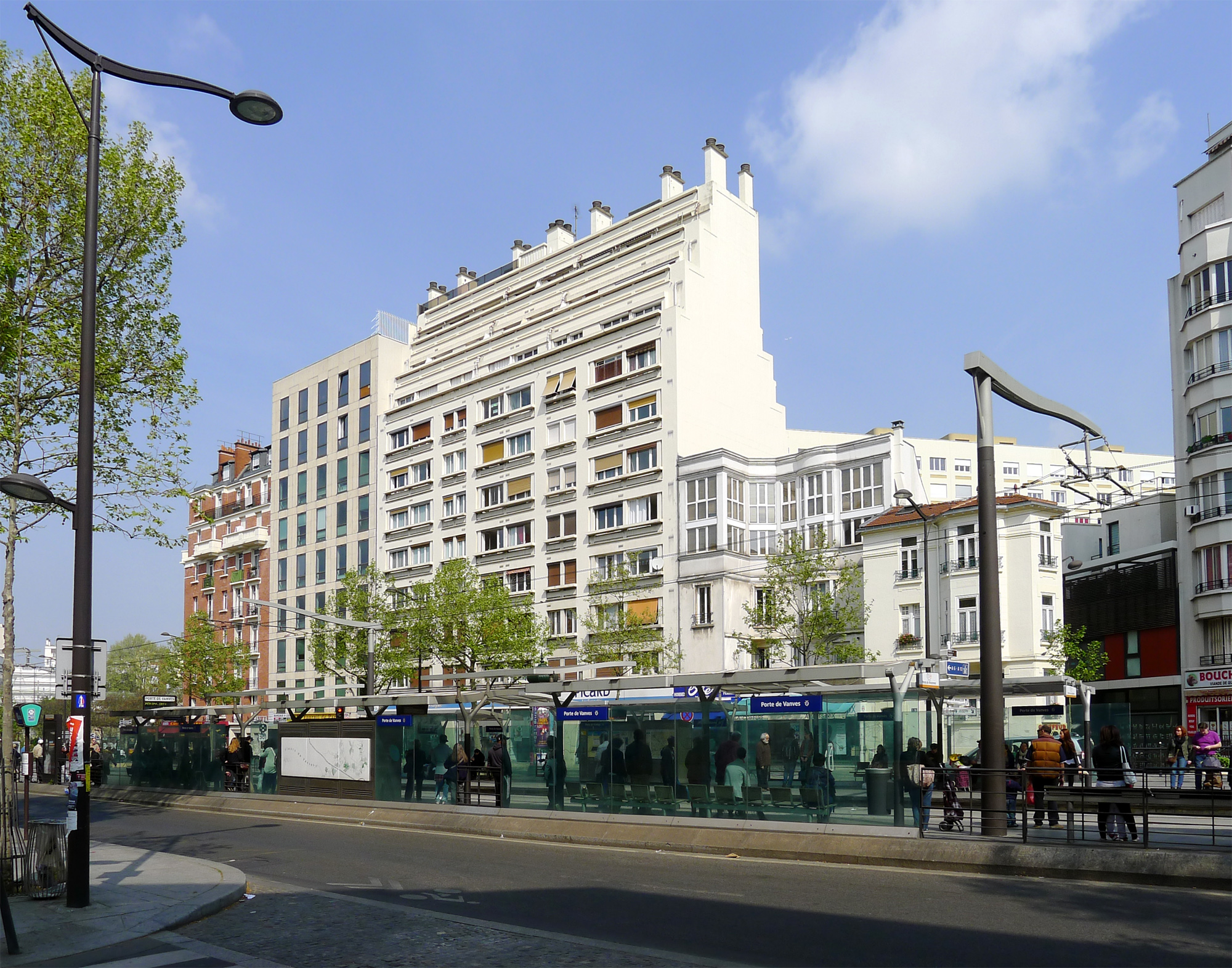
Station Porte de Vanves de la ligne T3a, face au jardin Monique Wittig.

## Origine du nom
Il porte le nom de Monique Wittig (1935-2003) par vote à l'unanimité du Conseil de Paris d'octobre 2020.

## Historique
Le jardin est créé en 1986, sous le nom d'usage de « jardin Vercingétorix-Brune » car il est bordé par la rue Vercingétorix et par le boulevard Brune. En 2020, il est officiellement dénommé « Monique Wittig » à l'occasion des 50 ans du MLF, à la suite du réaménagement urbain de l'espace vert. En septembre 2022, à l'initiative de la mairie du 14ème arrondissement de Paris, une fresque est dévoilée. Plusieurs citations extraites des Guérillères (1969) sont peintes en Garamond (la police des éditions de Minuit) sur le mur latéral du jardin.